# 쌍대다면체

정육면체의 면의 중심을 꼭짓점으로 해서 이어 만든 정팔면체.

쌍대다면체는 각 면의 중심을 꼭짓점으로 해서 이어 만든 다면체이다. 따라서 어떤 다면체의 면의 개수는 그 쌍대다면체의 꼭짓점의 개수와 같다. 명칭에서 알 수 있듯이, 어떤 다면체의 쌍대다면체의 쌍대다면체는 다시 그 도형이 된다. 또 (정)다각형 면의 꼭짓점 수와 (정)다각형이 모인 개수가 동일한 다면체를 자기쌍대라고 한다. 정사면체 (삼각뿔)를 포함한 모든 각뿔이 그러한 예 중 하나이다.  정사각형 타일링처럼 평면 쪽매맞춤도 한 꼭짓점에 모인 개수와 면의 꼭짓점의 수만 같으면 자기쌍대가 될 수 있다. 하지만 어떤 다면체의 쌍대다면체의 쌍대다면체는 다시 그 도형이 되지만 그 쌍대다면체의 쌍대다면체의 크기는 원래 어떤 도형보다 줄어든다. 다각형의 경우 꼭짓점의 수가 항상 변의 개수와 같기 때문에 쌍대 역시 변과 꼭짓점의 개수가 같은 다각형이다. 모든 삼각형, 정다각형, 모든 평행사변형은 자기쌍대이며 직사각형의 쌍대는 마름모, 등변사다리꼴의 쌍대는 볼록 연꼴, 등각다각형의 쌍대는 볼록 등변다각형이다.
| 정다면체   | 쌍대다면체 |
| ---------- | ---------- |
| 정사면체   | 정사면체   |
| 정육면체   | 정팔면체   |
| 정팔면체   | 정육면체   |
| 정십이면체 | 정이십면체 |
| 정이십면체 | 정십이면체 |

## 4차원 이상의 쌍대다포체
4차원:
오포체: 자기 자신
팔포체: 십육포체
십육포체: 팔포체
이십사포체: 자기 자신
백이십포체: 육백포체
육백포체: 백이십포체

## 같이 보기
- 콘웨이 다면체 표기법
- 쌍대 다각형